# 細野真
細野 真（ほその まこと、1969年9月14日 - ）は、北海道出身の元プロバスケットボール選手である。ポジションはポイントガード。身長178cm, 体重65kg。

## 来歴
東海大四高ではインターハイベスト4に貢献し、日本体育大学でもインカレ3連覇を経験。
卒業後の1992年、ジャパンエナジーに入社。バスケットボール部に所属。同期には同じ北海道出身の石橋貴俊がいる。
1996年、Jエナジーの先輩鈴木貴美一が指揮を執るアイシン精機へ移籍するも2シーズンのみで愛知機械工業へ移籍し日本リーグ2部全勝優勝の立役者になるが、廃部となった。
2000年、愛知機械のチームメイト平岡富士貴とともに日本初のプロバスケットボールチーム、新潟アルビレックスBBに入団。初代主将に就任した。
2002年現役引退。南イリノイ大学新潟校、新潟イリノイ・アメリカンハイスクールそれぞれのバスケットボール部監督に就任。
2007年、新潟医療福祉大学バスケットボール部アシスタントコーチに就任する一方、GAORAのbjリーグ中継で解説者を務めている。
2008年、明成高校バスケットボール部アシスタントコーチに就任。
元埼玉ブロンコスHCの山根謙二は高校の2年先輩。同期に元プロ野球選手で現千葉ロッテマリーンズ二軍打撃コーチの大村巌、元バレーボール選手の成田貴志がいる。

## 経歴
- 東海大四高 - 日本体育大学 - ジャパンエナジー - アイシン精機 - 愛知機械工業 - 新潟アルビレックス